# Meteorus boreus
Meteorus boreus är en stekelart som beskrevs av Vladimir Ivanovich Tobias 1986. Meteorus boreus ingår i släktet Meteorus och familjen bracksteklar. Inga underarter finns listade i Catalogue of Life.